# Borys Dejnarowicz
Borys Dejnarowicz (ur. 6 maja 1983 w Warszawie) – polski muzyk, dziennikarz i krytyk muzyczny.
Jest współzałożycielem grupy The Car Is on Fire, której członkiem był do 2007. Wraz z Piotrem Maciejewskim współtworzył projekt muzyczny CNC. Działał jako DJ Laski Wyrywam w kolektywach DJ-skich Disco Intimissimo i Stanley Menzo.
W 2008 wydał solowy album Divertimento, zawierający głównie muzykę instrumentalną. W 2010 miała miejsce premiera jego kolejnej płyty, noszącej tytuł Newest Zealand i złożonej w całości z form piosenkowych. Na koncertach promował ją zespół o tej samej nazwie.
Wraz z Patrykiem Kawalarzem (tworzącym pod nazwą Sundrugs) tworzy ambientowy duet Sulkdrugs.
W latach 2001–2008 był redaktorem naczelnym portalu Porcys, który powołał do życia wraz z Michałem Zagrobą i Błażejem Mendalą. Tę samą funkcję pełnił od września 2007 do lipca 2008 w redakcji magazynu Pulp. Współpracował również z miesięcznikiem Teraz Rock (2001–2004) oraz Dziennikiem Polska-Europa-Świat (2007–2008), a jego felietony można od 2007 znaleźć na stronie audycji Programu III Polskiego Radia Offensywa. Pisał recenzje dla serwisu Clubber.pl (od 2002). Był jednym z prowadzących audycji Nadaje się! (wymiennie z Dużym Pe) i DJ Pasmo w Polskim Radiu Euro.
Pełni rolę menedżera ds. artystycznych wytwórni płytowej i agencji artystycznej DRAW. Był także jednym z jej założycieli.
Ukończył kulturoznawstwo na Uniwersytecie Warszawskim.

## Dyskografia
Kariera solowa
- Divertimento (2008)
- Newest Zealand (2010)

Sulkdrugs
- Clean Variations (2021)
- Pure Evil Bliss (2022)

CNC
- No Mood (2009)
- False Awakening (2012)
- Weird Years (2016)

The Car Is on Fire
- The Car Is on Fire (2005)
- Lake & Flames (2006)